# Magydaris
Magydaris és un gènere monotípic de plantes amb flors dins la família de les apiàcies. La seva única espècie és Magydaris pastinacea, que només es troba a Sardenya el Laci i Mallorca septentrional i Menorca.

## Descripció
Herba perenne erecta ramificada, robusta de 100 a 150 cm d'alt i que fa flaire de cumarina. Floreix al maig amb les flors de pètals blancs. Fruit oblongo-ovoide d'uns 5 mm i tomentós. Viu en llocs herbosos més o menys humits en contrades mediterrànies marítimes.